# Erik Charell
Erik Charell, nato Erich Karl Löwenberg (Breslavia, 8 aprile 1894 – Monaco di Baviera, 15 luglio 1974), è stato un regista, sceneggiatore e attore tedesco.

## Filmografia parziale

### Regista
- Casanova (1928)
- Il congresso si diverte (Der Kongreß tanzt) (1931)
- Le congrès s'amuse (1931)
- The Congress Dances (1932)
- Carovane (Caravan) (1934)

### Attore
- Prinz Kuckuck, regia di Paul Leni (1919)
- Nachtgestalten, regia di Richard Oswald (1920)